# L'Épreuve (Maupassant)
Pour les articles homonymes, voir L'Épreuve.
L’Épreuve est une nouvelle de Guy de Maupassant, parue en 1889.

## Historique
L’Épreuve est une nouvelle de Guy de Maupassant initialement publiée dans L'Écho de Paris du 13 juillet 1889, puis dans le recueil L'Inutile Beauté en 1890.

## Résumé
Comme souvent, le ménage Bondel se querelle, cette fois à propos de l'adultère supposé des gens du bout de la rue du Berceau  et de l'aveuglement des maris trompés. Sur une réflexion de sa femme, Bondel a un doute et décide de la mettre à l'épreuve sa femme à la vue de M.Tancret à qui elle ne voulait point parler.

## Éditions
- 1889 -  L’Épreuve, dans L'Écho de Paris
- 1890 -  L’Épreuve, dans La Vie populaire du 28 août 1890
- 1890 -  L’Épreuve, dans L'Inutile Beauté recueil paru chez l’éditeur Victor Havard.
- 1979 -  L’Épreuve, dans Maupassant, Contes et Nouvelles, tome II, texte établi et annoté par Louis Forestier, éditions Gallimard, Bibliothèque de la Pléiade.

## Lire
- Lien vers la version de L’Épreuve dans "L'Écho de Paris",